# Ruisseau de Cornes
Pour les articles homonymes, voir Corne.
Le ruisseau de Cornes est un ruisseau français du Puy-de-Dôme, affluent du Chavanon et sous-affluent de la Dordogne.

## Géographie
De 11,5 km de longueur, il prend sa source à plus de 800 m d’altitude sur la commune de Briffons et rejoint le Chavanon en rive gauche, trois kilomètres au nord-ouest de Bourg-Lastic.

## Communes et cantons traversés
Dans le seul département du Puy-de-Dôme, le ruisseau de Cornes traverse trois communes et un seul canton :
- dans le sens amont vers aval : Briffons (source), Lastic, Bourg-Lastic (confluence).

Soit en termes de cantons, le ruisseau de Cornes prend source et conflue dans le même canton de Bourg-Lastic, dans l'arrondissement de Clermont-Ferrand.

## Affluents
Le ruisseau de Cornes a cinq affluents référencés dont :
- le ruisseau de chez Lample (rg), 5,8 km sur les quatre communes de Bourg-Lastic, Lastic, Briffons et Saint-Sulpice.
- le ruisseau de Prestioux (rg), 7,2 km sur les quatre communes de Bourg-Lastic, Briffons et Saint-Sulpice avec deux affluents dont :
  - le ruisseau de Préchonnet (rg), 2,8 km sur la seule commune de Bourg-Lastic.

## Écologie
Le ruisseau de Cornes est identifié dans le réseau Natura 2000 comme faisant partie des sites très importants pour la loutre.